# Ambrogio Morelli
Ambrogio Enrico Morelli (Nerviano, Provincia de Milán, 4 de diciembre de 1905 - Nerviano, 10 de octubre de 2000) era un ciclista italiano que fue profesional entre 1929 y 1938. En estos años conseguirá 12 victorias, destacando dos etapas del Tour de Francia y una del Giro de Italia.

## Palmarés
1929
- Tres Valles Varesinos

1930
- Giro del Piamonte
- Giro de Úmbria

1931
- 1 etapa en el Giro de Italia

1933
- 1 etapa de la Volta a Cataluña

1935
- 2.º en el Tour de Francia, más 2 etapas

## Resultados en Grandes Vueltas
Durante su carrera deportiva ha conseguido los siguientes puestos en las Grandes Vueltas:
| Carrera         | 1929 | 1930 | 1931 | 1932 | 1933 | 1934 | 1935 | 1936 | 1937 | 1938 |
| --------------- | ---- | ---- | ---- | ---- | ---- | ---- | ---- | ---- | ---- | ---- |
| Giro de Italia  | 10.º | 4.º  | 8.º  | 26.º | 20.º | 19.º | 10.º | 7.º  | 9.º  | Ab.  |
| Tour de Francia | -    | -    | -    | Ab.  | -    | 6º   | 2º   | -    | Ab.  | -    |
| Vuelta a España | X    | X    | X    | X    | X    | X    | -    | -    | X    | X    |

-: no participa

Ab.: abandono

La Vuelta a España se celebra a partir de 1935.